# Siebrano Piqué
Siebrano Piqué, alias Dawoud (circa 1979/1980), is een Surinaams activist. Nadat hij zich in 2017 als NDP'er aansloot bij de protesten tegen de regering-Bouterse, steeg zijn aanzien bij de protestbeweging Wij Zijn Moe, dat hij in de weken erna door zijn gesprek met president Desi Bouterse weer verspeelde. Sinds het aantreden van de regering-Santokhi leidde hij van september 2020 tot mei 2021 een groot aantal kleinschalige protestdemonstraties.

## Biografie

### Jeugd
Siebrano Piqué ging naar zijn opgaaf op Facebook naar de highschool in Florida in de Verenigde Staten en studeerde Making Fast Money aan de Florida Atlantic University. Hij is een zelfstandig ondernemer en werkt als vervoerder.

### Wij Zijn Moe
Terwijl vanaf 1 april 2017 een nieuwe serie protesten startten in het kader van Wij Zijn Moe, was hij die dag een van de deelnemers die een spreekbeurt kreeg op Flora. Hij presenteerde zich als een NDP'er in hart en nieren en vertegenwoordiger van de wakamans. Naar zijn mening was president Bouterse (NDP) ook een wakaman en zou hij als een wakaman bevochten moeten worden om te begrijpen dat het volk zijn beleid zat zou zijn. Hij riep de bevolking en in het bijzonder de NDP'ers op om twee dagen later te komen protesteren op het Onafhankelijkheidsplein "tegen het beleid van de leider die wij zelf daar hebben [neer]gezet." Ook zei hij niet te geloven in Bouterses onschuld en: "Als hij niet deugt, moet hij de laan uit." Zijn toespraak maakte grote indruk.
In de week erna werd het rondom de protesten grimmiger, met doodsbedreigingen via Facebook naar organisator Maisha Neus en via de telefoon naar hem, zwartmakerij op Bakana Tori en een auto die met hoge snelheid op de menigte inreed, met een ernstig gewonde tot gevolg. Op 7 april vertelde Piqué dat er zich ordeverstoorders tussen de demonstranten bevonden die hij had herkend.

### Medio april 2017

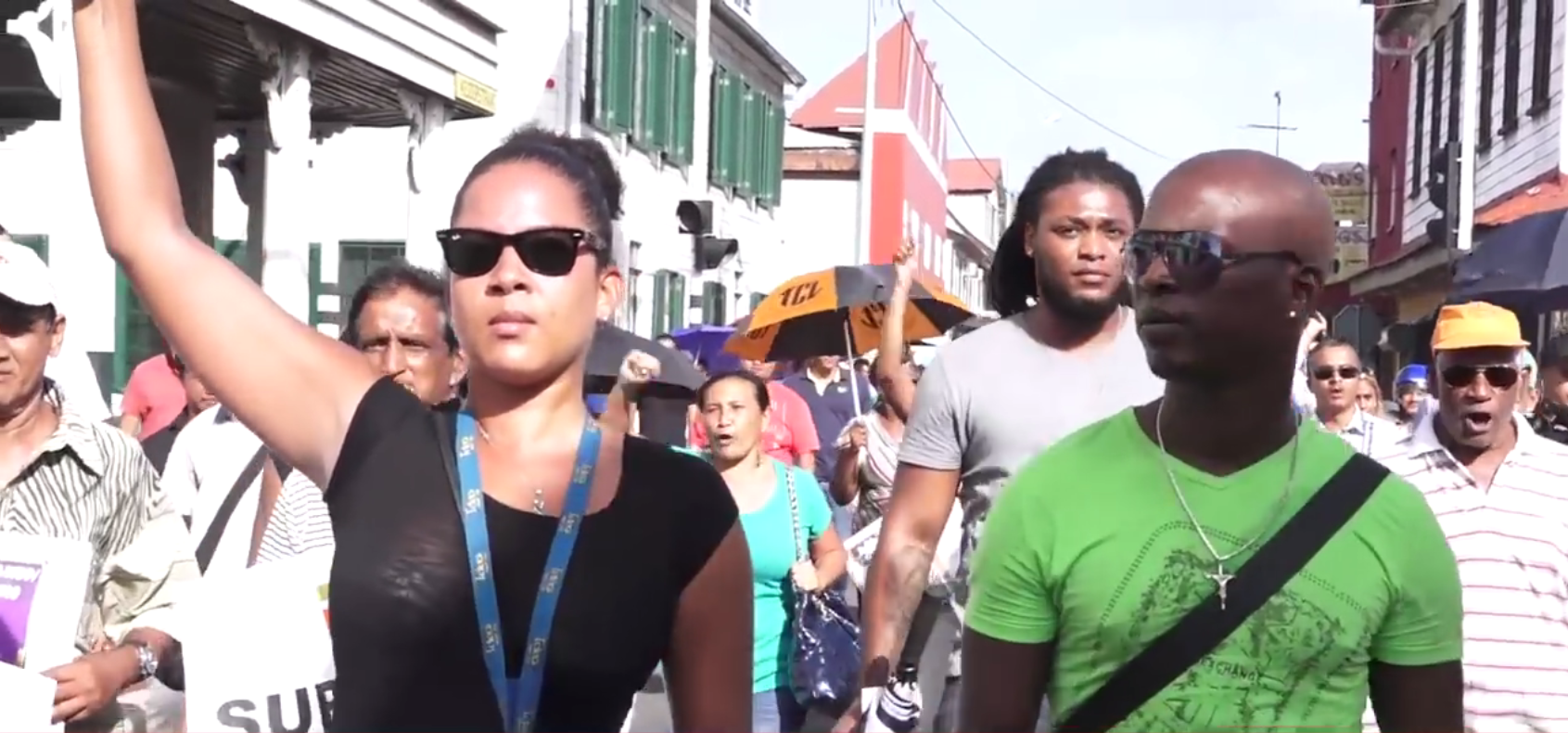
Maisha Neus en Siebrano Piqué, 4 april 2017

In de tweede week zou hij 's maandags de actie samen met Neus organiseren. In het weekend ervoor, op zaterdag 8 april, vertelde hij in een interview met Gail Eijk van Apintie Televisie dat hij een gesprek had gehad met Bouterse. Hij had 7 punten genoemd die verbeterd moesten worden in Suriname en hij had Bouterse opgeroepen ten minste de helft in te lossen. Ook had Piqué zijn verontschuldigingen aangeboden voor zijn uitlatingen jegens de president tijdens de protesten. Bouterse reageerde dat er in het binnenland gewerkt werd aan verbetering. In dat weekend ging hij met twintig wakamans op Bouterses uitnodiging naar landbouw- en onderwijsprojecten in Bernharddorp en Phedra. Bij de evaluatie maakte Bouterse op zijn buitenverblijf Brokobaka bekend dat hij 50 hectare grond beschikbaar had bij Pikin Poika, die hij beschikbaar stelde voor de wakamans voor nieuwbouw en om aan landbouw te doen. De wakamans reageerden enthousiast op het aanbod.
In een gesprek met Parbode, bijna anderhalf jaar later, vertelde hij dat zijn gesprek met Bouterse 13½ uur had geduurd en een grote indruk op hem had gemaakt. Hij ontkende dat Bouterse 50 hectare aan de wakamans had beloofd. Evenwel stelde Bouterse de wakamans in het vooruitzicht "elke maand een lach op hun gezicht [te hebben] wanneer ze hun salaris ophalen." "Maar daarvan is niets terechtgekomen," voegde hij er ook aan toe. Zijn aansluiting bij de protesten was slecht gevallen bij NDP'ers en sinds zijn gesprek met Bouterse werd hij inmiddels van allerlei kanten uitgemaakt voor verrader. Zoals wel vaker in interviews verwees hij naar Bouterse met woorden als vader en papa. In het gesprek zei hij ook: "Ik heb zoveel liefde en respect voor zijn persoon, dat ik nog steeds een kogel voor hem zou vangen."
Volgens oppositielid Mahinder Jogi (VHP) hing Bouterse de demonstranten worstjes voor. In het betreffende weekend, op zondag 16 april 2017, had Piqué ook nog contact met vakbondsleider Robby Berenstein van de vakcentrale C-47; waar de leiding  van C-47 later niet op wilde inhaken omdat de wakamans aan tafel zaten met de tegenpartij. De ontwikkelingen, zoals de aanwezigheid van politieke partijen en andere groepen bij de protesten, waren voor Maisha Neus aanleiding om voorlopig af te zien van betrokkenheid. Curtis Hofwijks, de oprichter van Wij Zijn Moe, reageerde dat hij de deur niet zou sluiten voor Piqué. De actie van Piqué noemde hij niettemin "op persoonlijke titel" en zou volgens hem geen oplossingen voor het hele land opleveren.
Woedend klonk daarbij de reactie uit het inheemse dorp Pikin Poika. In het dorp werd al meerdere jaren geprotesteerd tegen de aanleg van Suricom Park, waartoe ook de geschonken 50 hectare behoort, omdat het grondgebied al 250 jaar het woon- en leefgebied van de dorpelingen vormt. Volgens dorpshoofd Joan van der Bosch kwam de uitspraak van de president als een donderslag bij heldere hemel, omdat er drie weken eerder nog met inheemse organisaties was gesproken over de uitvoering van het vonnis van het Inter-Amerikaans Hof voor de Mensenrechten dat de grondenrechten van de inheemsen heeft bevestigd.

### Uitstappen naar andere partijen
In de jaren erna was Piqué niet meer betrokken bij de protesten. Eind februari 2018 zou hij zich volgens ABOP-prominent Edward Belfort korte tijd hebben aangesloten bij zijn partij en zich ook nog een tijd bij de VHP hebben opgehouden.  Tegen het eind van januari 2019 sloot Piqué zich aan bij de NPS en kreeg hij drie minuten spreektijd tijdens de verkiezingsvergadering van de afdeling Para. Volgens Piqué had hij de NPS uit eigen beweging benaderd, omdat het de enige partij zou zijn met acht schone vingers. Deze stap kwam uit zijn hart, aldus Piqué tijdens de vergadering. Tijdens een demonstratie in september 2020 zei Piqué inmiddels weer: "Ik ben NDP'er en NDP'er zal ik blijven."

### Protesten na de verkiezingen

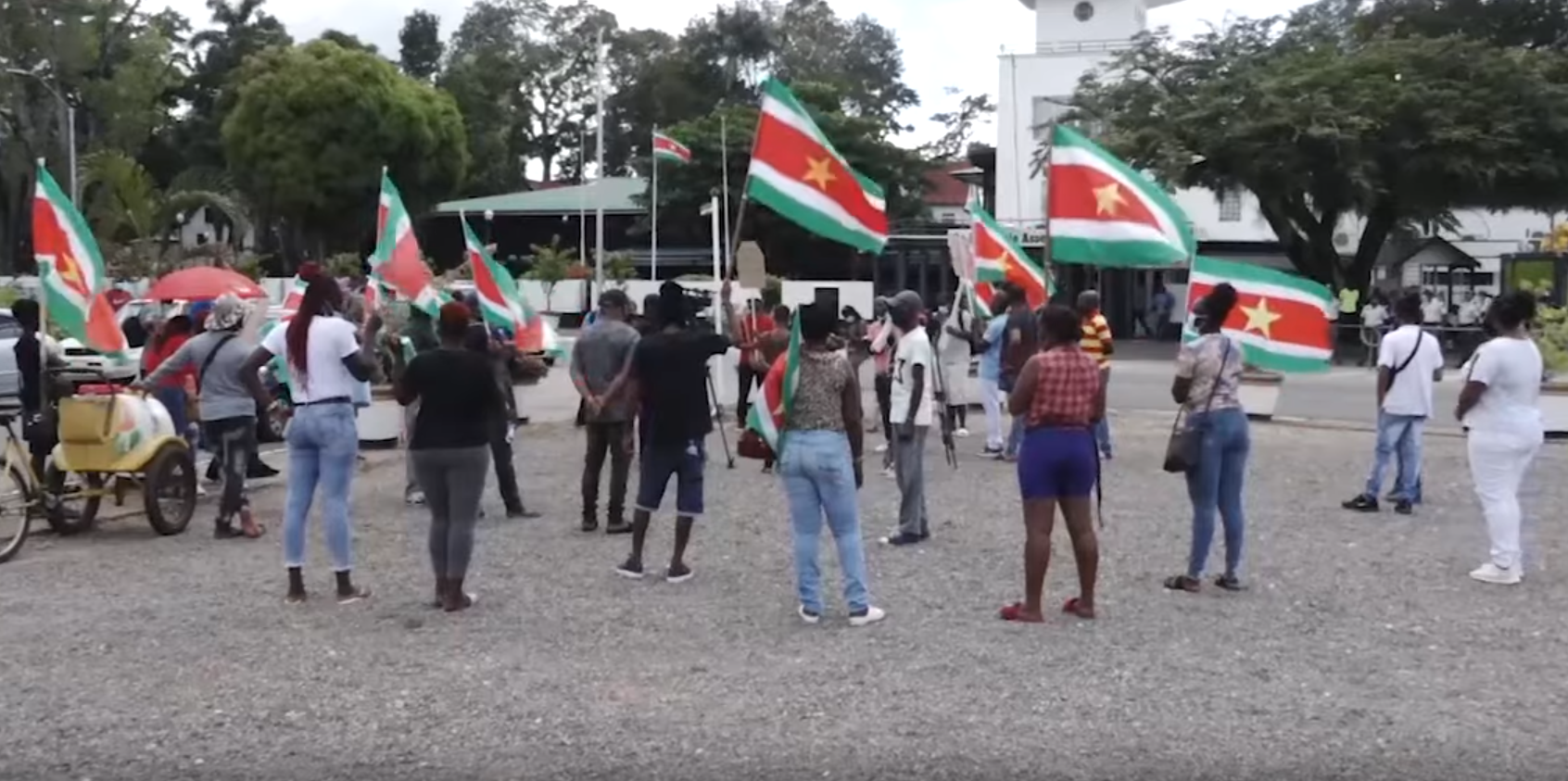
Protest op 25 september 2020

Na de verkiezingen kwam de NDP in de oppositie terecht en trad op 16 juli 2020 de regering-Santokhi (VHP) aan, in een coalitie met ABOP, NPS en PL. Op 25 september 2020 besloten Stephano Biervliet en Piqué onafhankelijk van elkaar om een protestactie te organiseren tegen het regeringsbeleid. Voor beide protesten bleek er vrijwel geen animo te bestaan, evenmin als tijdens de organisatie van Piqués protest een week later.
Ook in de maanden erna bleef hij protestacties organiseren en was de opkomst steeds beperkt. Ondanks zijn kleine aanhang dreigde hij eind maart 2021 niettemin dat er "geen tijd meer voor vreedzame betogingen" zou zijn. Piqué organiseerde vooral bijeenkomsten tegen de regering-Santokhi en in het bijzonder over de volgende thema's:
- Demonstratie tegen het bezoek van Stef Blok, de Nederlandse minister van Buitenlandse Zaken, aan Suriname op 23 november 2020.[28]
- Stille tocht naar aanleiding van een ongeluk op de Avobakaweg met zes dodelijke slachtoffers, medio december 2020.[29]
- Meerdere protestdemonstraties tegen de uitnodiging van de regering aan het Internationaal Monetair Fonds (IMF) om Suriname te helpen uit de economische crisis te komen.
- Meerdere protestdemonstraties tegen de toename van de benzineprijs.
- Herdenking van de Sergeantencoup op het Revoplein, 25 februari 2021.[30]

### To The Point
In januari 2021 kwam er een uitnodiging voor het discussieprogramma To The Point op Apintie Televisie over het thema: "Is de roep regering naar huis na zes maanden valide?" De andere gasten waren Cedric van Samson (presentator, politiek-kritisch zanger en overgestapt van NDP naar VHP) en Curtis Hofwijks (oprichter van Wij Zijn Moe en lid van PRO). Terwijl de andere deelnemers op hem zaten te wachten, zegde Piqué op het allerlaatst af. Op Facebook legde hij dit als volgt uit: "Ik ben zelf vader, maar van mijn dochter mocht ik niet. Papa, ik vind het niet verstandig. De tijd is daar nog niet rijp voor en ik vertrouw het ook niet. Ik mag als vader ook een keertje mijn dochter's advies volgen toch. Xavie ik blijf thuis ja." Zijn afzegging en vooral zijn onderbouwing werden met afwijzing ontvangen op onder meer social media.

### Drugszaak
Tijdens een demonstratie op 20 januari 2021 in de wijk Ondobron kondigde Piqué aan dat hij binnen korte tijd vanwege een oude zaak "in persoon zou worden aangehouden door het Regio Bijstand Team Paramaribo," wat op de zaterdag erna daadwerkelijk gebeurde. In deze zaak wordt hij verdacht van het in 2014 verzenden van een postpakket met 150 ml vloeibare cocaïne naar het buitenland. De woensdag erna kwam hij weer vrij na een verzoekschrift van zijn advocaat Maureen Nibte.

### Overtredingen van coronaregelgeving
Op Tweede Kerstdag 2020 had Piqué al eens via zijn Facebook-pagina laten weten geen geloof te hechten in de risico's van het coronavirus. Terwijl Suriname zich midden in de 2e coronagolf bevond, daagde hij het Ziekenhuis Wanica uit om hem tot de IC-afdeling toe te laten, om proefondervindelijk aan te tonen dat hij zonder beschermingsmateriaal tussen de coronapatiënten kon lopen.

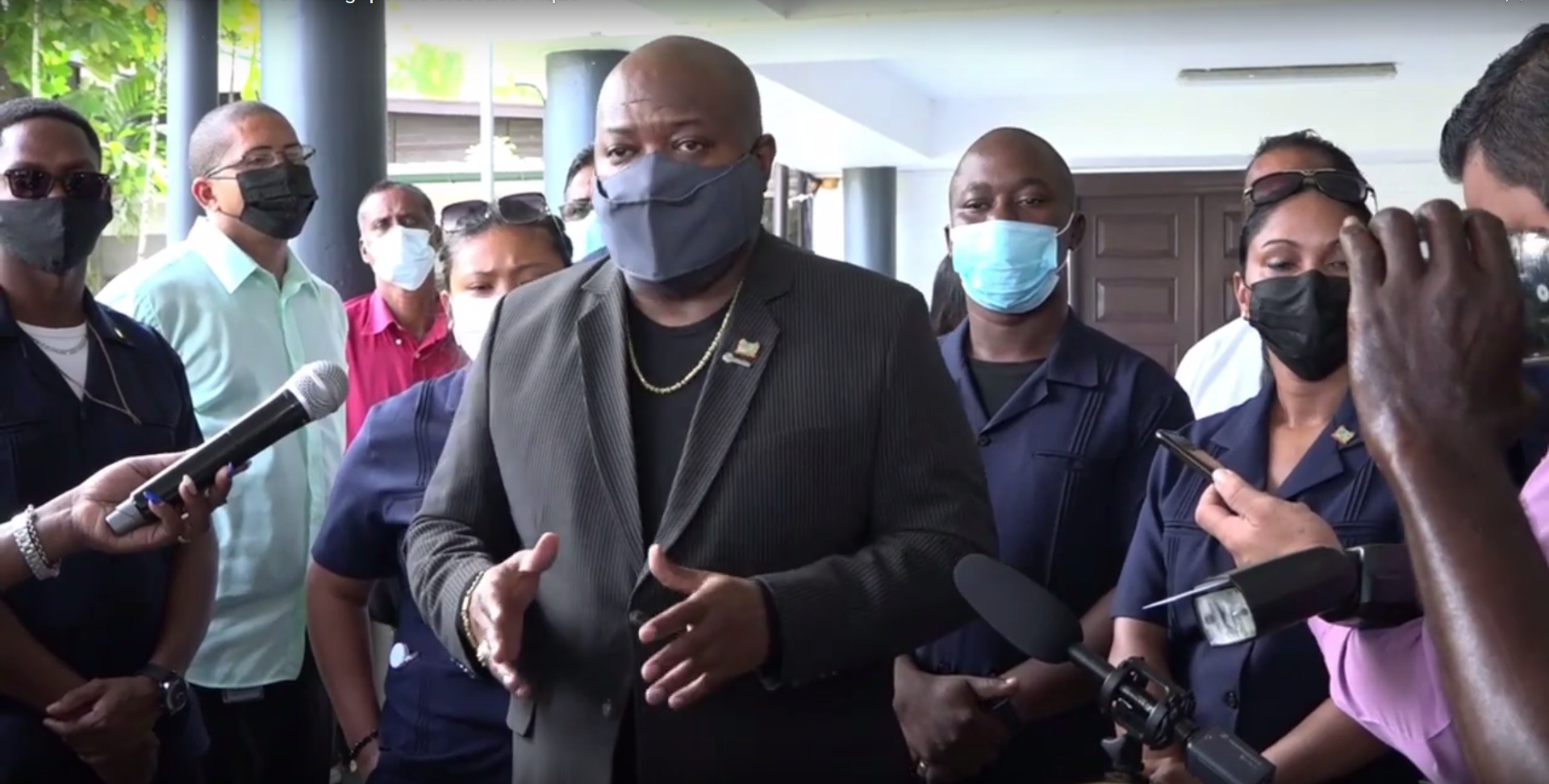
DNA-voorzitter Bee ontvangt een petitie van Piqué die, ondanks de afgewezen vergunning om te protesteren, alsnog toestemming van de politie kreeg deze te overhandigen (20 januari 2021).

In januari 2021 klonken er steeds weer bezorgde geluiden over zijn protesten, die hij geregeld zonder officiële toestemming hield, met risico's op een snellere verspreiding van het coronavirus. Begin januari 2021 reageerde het ministerie van JusPol om hardere maatregelen te zullen treffen en geen protesten zonder vergunning meer te accepteren.
Begin februari 2021 hoorde hij tot een groep van 111 personen die een nacht in bewaring werden gesteld omdat ze de lockdown-regels hadden overtreden.
Enkele weken later, op 19 februari, werd hij aangehouden omdat hij een protestdemonstratie had georganiseerd waarvoor geen vergunning was verleend. Enkele uren later werd hij vrijgelaten met een armfractuur, waarom later in het ziekenhuis gips werd gelegd. Enkele dagen later kondigde hij vanwege het voorval een aanklacht tegen de staat aan.

### Handdoek in de ring
Eind april 2021 liet hij weten teleurgesteld te zijn over de lage aantallen aanwezigen tijdens de protesten en kondigde hij aan te gaan stoppen met de organisatie ervan. Op 20 mei hield hij een van zijn laatste protesten. Hij kwam daarna toch nog enkele malen terug en kondigde in juni 2022 opnieuw aan de handdoek in de ring te gooien.

### Overig
In februari 2024 maakte hij zijn bekering naar de islam bekend. Zijn islamitische naam is Dawoud.